# X Corp.
 (транскр.  Екс корп) је америчко технолошко предузеће које је 2023. године основао Илон Маск као наследника бившег Twitter, Inc. Налази се у апсолутном власништву предузећа X Holdings Corp., чији је власник Илон Маск. Власник је услуге друштвеног умрежавања Twitter (који тренутно мења назив у X) и најавила је планове да га користи као базу за друге услуге.